# Рупци (област Плевен)
 За другото българско село вижте Рупци (Област Видин).  
Ру̀пци е село в Северна България. То се намира в община Червен бряг, област Плевен.

## География
Село Рупци е разположено на десния бряг на река Златна Панега, на 6 км от Червен бряг, на 50 км от Плевен. През 2004 г. населението на селото е 1233 души. Средната надморска височина е 128. Релефът е многообразен, климатът умерено-континентален.

## История
Писмени извори показват, че селото е на 1430 години. Благоприятните условия са предпоставка тук животът да е кипял още от най-дълбока древност. Археологически находки от неолита, халколита и желязната епоха са открити в местностите „Пипрата“, „Редута“, „Лъга“ и др. За тракийски поселища в района свидетелства откритото през 1960 г. монетно съкровище в местността „Жабек“, в близост до Рупци. То било в глинен съд. Монетите са от Аполония и Дирахон на Адриатическо море и са от II век (159 -98 г. пр.н.е) Намерените монети показват, че славянското племе трибали, което живее по тези места, е имало оживена търговия и добре организиран стопански живот. В местността „Манастира“, на площ от около 10 дка се откриват останки на праисторическо селище с крепостни стени до 1,3 м. Очевидно крепостта е служела за охрана на Искърската долина. В района на Рупци и съседните селища са регистрирани останки на 6 римски селища. Най-голямото от тях е било Зентукорту (днес с. Чомаковци). Това било укрепено селища на площ от около 100 дка. Било е център на римската област Кавецос. Според установените граници на Аспарухова България село Рупци попада в границите на новата държава. В района на местността „Езерото“ се е намирало средновековното българско селище Добролък. Тук е намерено съкровище от 1262 монети от този период. В началото на османското владичество, а вероятно и по време на Втората българска държава, е влизало в каза (област) Мроморнича (бълг. Мраморница).
През годините на турското владичество селото оцелява. Според турски данъчни документи през 1560 г. от селото са записани 13 войнуци и 20 ямаци, които периодично обслужвало турската войска в мирно време и участвали в обозите по време на война. Знае се че войнуци и техни заместници ямаците са записвани само от добре уредени села, и от селяни с определено имотно състояние. Населението на селото преживява не едно насилие и издевателство по време на владичеството. Най-жестокото е през 1689 г., когато селата от района са подложени на натиск и принуда за приемане на исляма. Мнозина се подават на натиска. Тук се заселват помаци от тетевенския край, а след Кримската война през 1856 г. тук са заселени татари, черкези и абхази. До освобождението в Рупци е имало две джамии, разрушени по време на Освободителната война и след това. През 1871 г. през селото преминава Васил Левски, но тук, поради преобладаващото турско население, революционен комитет на се изгражда. На Веко Стоянов са били възлагани куриерски задачи по доставка на комитетски писма. Герой на селото е Иван Тодоров – Комитата. Като младеж преминава в Румъния и се свързва с българската революционна емиграция. Въпреки желанието не успява да се включи в четата на Христо Ботев, но веднага след обявяване на Руско-турската война се явява в Плоещ и се записва доброволец в Опълчението. Зачислен е в трета дружина, с която преминава Дунав и участва в боевете при Стара Загора и други места. След Освобождението създава семейство в Рупци, остава скромен и непретенциозен, но дълбоко уважаван от своите съселяни. Раждат му се син и три дъщери. Дочаква внуци и правнуци. Умира през 1941 г.
След Освобождението селото се развива бурно. Изграждат се пътища, строи се голям мост на река Златна Панега, развива се земеделското производство. Землището на селото възлиза на 11680 дка обработваема земя, 930 дка ливади, 210 дка пасища, 4930 дка гори. През 1911 г. в селото вече има парна вършачка. През 1934 г. в селото се работи със 175 плуга, 6 вършачки, 3 трактора, има 3 мелници и една воденица. Добре е развито зърнопроизводството и скотовъдството. Селото е водоснабдено през 1928 г., а електрифицирано през 1938 г. Селската потребителна кооперация „Цвят“ е основана през 1923 г., а читалище „Пробуда“ отваря за пръв път врати през 1927 г. Нова сграда на потребителната кооперация е построена през 1967 г., а новата читалищна сграда е открита през 1965 г. През 1936 г. започва изграждане на църквата, завършена и осветена през 1939 г., а реконструирана и обновена през 2003 г. Поща в селото е открита през 1950 г. Кооперативното стопанство е основано през 1949 г., включено в ДЗС Червен бряг през 1966 г. През 1961 г. кооператива разполага с 12 трактора, 3 вършачки, 6 комбайна, 8 товарни автомобила и много прикачна техника. Почти всички добивите от основните зърнени храни са повишени двойно. Първото основно училище в селото е отворено през 1857 г. с единствен учител – поп Никола. През 1957 г. във връзка със 100-годишнината му училището е наградено с орден „Кирил и Методий“ – I ст. Големи заслуги за бурното и новаторско развитие на учебното дело в селото има учителя и директор на училището Васил Христов. През 1955 г. тук е проведено Национално конференция с над 300 учители от цялата страна. През 1960 г. училището е обявено за национален първенец. Особена заслуга за общественото и стопанското развити на селото през годините имат: Христо Йорданов, Йордан Атанасов, Георги Ангелов, Йото Наков, Христо Георгиев, Иван Торовски и други.
Православният храм „Св. Параскева“ е построен през 1936 г. Реконструиран и обновен през 2003 година от инициативен комитет. Обслужва се от свещеник от Червен бряг.

## Културни и природни забележителности
- Река „Златна Панега“

Исторически места:
- четири надгробни могили
- праисторически селища – в м. Имането, във вилата на машиностроителния завод, при подстанция „Мизия“
- антични селища – в м. Имането, в южния край на селото в м. Жабек

## Редовни събития
Съборът на селото се празнува на Петковден 14 октомври
Оброк – на 28 август /Успение на Пресвета Богородица постарому/ в м. Лавичката